# Divisão N.º 2 (Alberta)
A Divisão N.º 2 é uma das dezenove divisões do censo da província canadense de Alberta, conforme definido pela Statistics Canada. A divisão está localizada na Região sul de Alberta envolvendo a cidade de Lethbridge.

## Demografia
De acordo com o censo populacional de 2011, a Divisão n.º 2 tinha uma população de 156.536 pessoas em 58.495 das 63.778 residências, uma variação de 9,9% em relação à população de 142.429 habitantes no censo de 2006. Com uma extensão territorial de 17.662 km², a divisão tinha uma densidade populacional de 8,9 pessoas por quilômetro quadrado em 2011.